# Juan Martín de Conyedo y Rodríguez
Juan Martín de Conyedo y Rodríguez (San Juan de los Remedios, 27 de octubre de 1687-Santa Clara, 20 de enero de 1761) también conocido como Padre Conyedo, fue un sacerdote y humanista cubano que tuvo un importante desempeño en la fundación de la ciudad de Santa Clara. En su duelo, el Padre Conyedo fue proclamado “Padre espiritual de la república, su bienhechor y fundador de su Iglesia”.

## Biografía
Nació en San Juan de los Remedios el 27 de octubre de 1687. Su familia estuvo entre las fundadoras de la villa de “La Gloriosa Santa Clara”. Sus padres fueron Juan de Conyedo Martín y Juana Manuela Rodríguez de Arciniega, que falleció alrededor de 1691; su padre, luego de un viaje en altamar, donde sobrevivió a la tormenta conocida como la de San Rafael, fue a residir a la Ermita de Regla, reconstruyéndola de mampostería en 1694 y quedándose a su servicio hasta el año de su muerte, 1743. Juan Martín de Conyedo quedó bajo la tutela de sus abuelos Gaspar Rodríguez y Ana de Yera. De adolescente fue a estudiar la carrera eclesiástica en La Habana, siendo ordenado sacerdote a principios del 1712.
La primera obra que emprendió cuando volvió a Santa Clara, fue la de ocuparse personalmente de la educación de los niños y niñas de la villa. Ese mismo año, en mayo, fue nombrado sacristán mayor interino de la Iglesia Mayor y a partir de 1717 Teniente Cura de la misma. En esta ocasión, dadas las exigencias que reclamaba su ministerio sacerdotal, confió la educación de los niños al notario público del juzgado eclesiástico Pedro José Jaramillo.

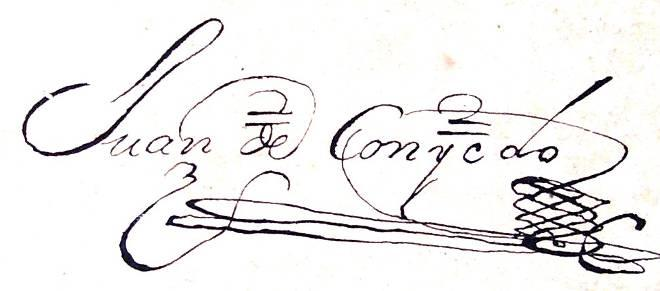
Firma del P. Conyedo.

En 1718 comenzó el proyecto de edificar la Ermita de la Candelaria de mampostería y teja con la intención de establecer en sus estancias el Convento de San Francisco. Concluida la edificación en 1724, el P. Conyedo estableció un hospital en la misma que le dio el nombre de “Nuestra Señora de las Angustias”, primer hospital que tuvo Santa Clara; él mismo se encargó de recibir y cuidar a los enfermos; pero como el proyecto para la Ermita era la de establecer un Convento, edificó sobre 1730 junto al costado de la Iglesia Mayor una casa de mampostería que destinó para el Hospital y un aula para la educación de los niños.
Entre sus obras resalta además, la comenzada en abril de 1725, de edificar de mampostería y teja la Iglesia Mayor que desde que se había fundado la villa era de madera y guano. Esta obra contó – por su envergadura – con el apoyo de la mayoría de los habitantes de la villa, pues algunos dieron dinero, otros materiales, y algunos sus manos y tiempo. La Iglesia se terminó en 1738, en ella fueron bautizados la mayoría de los próceres santaclareños de los siglos XVIII, XIX e inicios del XX; fue demolida por decisión de la Municipalidad en agosto de 1923 con el pretexto de ampliar el Parque Vidal.
En el momento de la terminación de la Ermita de la Candelaria, el P. Conyedo le dio la libertad a 5 esclavos que habían trabajado en las obras, pero estos, no queriendo apartarse de su lado, permanecieron trabajando para él.
Previa consulta al Consejo de Cámara de las Indias  del 3 de mayo de 1739, fue nombrado, por el Rey de España, Canónigo de la Catedral de Santiago de Cuba. El nombramiento lo recibió en 1741; junto al gozo de deferencia que le había manifestado el Rey, se unía el de la tristeza que le provocaba alejarse de su querida tierra hacia Santiago en febrero de 1742. Antes de partir dejó bien establecido el asunto de la educación pública a Manuel Hurtado y Águeda García, a fin de que no se descuidara este importante sector que apuntaba al progreso de la villa.
Después de diez meses movido por sus padecimientos físicos y sobre todo por su deseo de regresar a Santa Clara, presentó en diciembre del propio año 1742 su renuncia al Obispo y al Cabildo, regresando a su tierra antes de terminarse el año. El Rey confirmó su deseo en disposición que firmó el 20 de agosto de 1744. Llegado a Santa Clara emprendió la obra de la edificación de la Ermita del Buenviaje y la que sería su obra cumbre y de predilección, la Ermita de Nuestra Señora del Carmen, que junto al poeta José Surí y Águila, y con la aprobación del Obispo se construyó de madera provisionalmente, que se bendijo con misa solemne el 29 de julio de 1745, siendo nombrado como su primer Capellán. En la misma iglesia fundó una escuela que se mantuvo varios años después de su muerte.
El 7 de enero de 1761 tuvo una recaída  producida por la edad y el cansancio fundamentalmente, y el 20 de enero a la 1 de la madrugada, murió en aquella, su querida Ermita del Carmen. Había dispuesto que lo enterrasen debajo de las gradas del altar de la Virgen del Carmen en un sencillo ataúd; sus discípulos el P. Francisco Antonio Hurtado de Mendoza y el P. Lorenzo Martínez de Avileira, para no afectar la grada del altar, hicieron un pequeño sepulcro en la nave de San Francisco Javier, en el piso junto a la pared. Todos los gastos del entierro fueron gratis, y en la despedida del duelo, fue proclamado “Padre espiritual de la república, su bienhechor y fundador de su Iglesia”. Por disposición del Obispo Espada sus restos fueron trasladados al Cementerio General, que estaba en las inmediaciones de la Iglesia Mayor. En el momento de exhumar sus restos, el cuerpo apareció incorrupto, generalizándose su fama de santidad. Posteriormente, en enero de 1819, por disposición del mismo prelado, fueron depositados en una fosa que se había hecho dentro del atrio del templo hacia la parte sur.

## Legado
Unos años después de su muerte, la calle conocida como la de la Pólvora, que nacía al fondo de la Ermita del Carmen, se le puso el nombre de Calle de Conyedo. Marta Abreu de Estévez al construir el Teatro La Caridad, construyó tres edificaciones en la calle Gloria (Leoncio Vidal) que canjearía por el terreno donde estaba la Ermita de la Candelaria, lugar que escogió para el Teatro. Las tres propiedades fueron destinadas a Escuela, Cuartel de Bomberos y Jefatura de Policía. A la Escuela dio el nombre de P. Conyedo.
El 15 de julio de 1886 también a expensas de la excelsa santaclareña Marta Abreu, se bendijo e inauguró un Obelisco para perpetuar la memoria del P. Conyedo y del P. Hurtado de Mendoza. Este monumento de gratitud aún se conserva en el Parque Vidal y que como dijera el historiador santaclareño Manuel Dionisio González “despertará en la generación de hoy las muestras de gratitud y admiración que merecen sus obras, y llevará a las venideras el nombre de Conyedo como la gloria mejor de la villa de Santa Clara”.